# Naoki Kanuma
Naoki Kanuma (鹿沼 直生 Kanuma Naoki?), född 7 december 1997 i Saitama prefektur, är en japansk fotbollsspelare.
Kanuma började sin karriär 2020 i SC Sagamihara. Han spelade 34 ligamatcher för klubben. 2021 flyttade han till Júbilo Iwata.